# Jackson Galaxy
Jackson Galaxy (nacido Richard Kirschner; Nueva York; 28 de abril de 1966) es un adiestrador de gatos, músico, anfitrión de Animal Planet y conductor del programa Mi gato endemoniado.

## Biografía
Jackson Galaxy, nacido como Richard Kirschner en el Upper West Side de Manhattan, cambió legalmente su nombre cuando tenía veinte años. Tiene un Máster en Bellas Artes en actuación. Galaxy aprendió acerca del comportamiento de los gatos a través de su trabajo como rescatista, originalmente con la Sociedad Protectora de Animales del Valle de Boulder, en Colorado.
En 2007, Galaxy se mudó a Los Ángeles, California, donde se estableció, y continúa manteniendo una práctica de consultoría privada. Trabajando mano a mano con gatos en sus casas, trabaja con clientes para mejorar los problemas de comportamiento de sus gatos.
Galaxy también trabaja en estrecha colaboración con refugios de animales y organizaciones de rescate, enseñando su enfoque "Cat Mojo" al comportamiento felino a voluntarios, personal y adoptantes y ayuda con programas de enriquecimiento conductual y ambiental para sus residentes felinos.
Actualmente es miembro de la junta directiva de Stray Cat Alliance y Fix Nation en Los Ángeles, así como de la Junta de asesores de Neighborhood Cats en la ciudad de Nueva York.

## Carrera
Galaxy se trasladó a Boulder, Colorado, en 1992 cuando era un músico de rock. Después de trabajar en los refugios de animales de allí, entró en la práctica privada como consultor de gatos en 2002, siendo cofundador de Little Big Cat, Inc., con el Dr. Jean Hofve, un veterinario holístico. Juntos proporcionan consultas a los dueños de gatos, centrándose en la conexión entre la salud física y conductual.
Desde mayo de 2011, Jackson ha protagonizado una serie de televisión producida por Animal Planet titulada Mi gato endemoniado, en la cual ayuda a parejas a resolver conflictos y problemas de comportamiento entre ellos y sus gatos.
Desde diciembre de 2013, ha sido presentador de la serie web Cat Mojo en la red Animalist, donde comparte sus pensamientos sobre todo, desde problemas relacionados con gatos y el uso de pistolas de agua a sus historias más locas detrás de cámaras como un gato-conductista.
Galaxy también ha aparecido como el conductor en Game Show Network's y en Cats 101. También ha aparecido en medios de comunicación como 20/20, EXTRA, The New York Times, USA Today, The Washington Post, New York Post y AOL.

## Vida personal
Jackson Galaxy se casó con Minoo Rahbar en el santuario de mascotas Best Friends Animal Society en Kanab, Utah, el 29 de junio de 2014. Su perro, Mooshka, fue el portador del anillo en la boda.
Jackson, después de superar los 180 kilos de peso y sufrir varios problemas de salud, se sometió a una cirugía de bypass gástrico en el año 2007.

## Programas de televisión
- Think Like a Cat (2008)
- Cats 101 (2009-2012)
- Mi gato endemoniado (2011–2018; 2020)[2]
- Cat vs. Dog (2017)

## Libros
Jackson es el autor de los libros más vendidos sobre los gatos y un proceso llamado "catificación", que implica la creación de espacios amigables para los gatos dentro de un hogar. Estos títulos incluyen Catify to Satisfy: Soluciones simples para crear un hogar amigable para los gatos (también con Kate Benjamin), Catification: Diseñando un hogar feliz y con estilo para tu gato (y tú!) (con Kate Benjamin), Cat Daddy: Lo que la mayoría de los gatos incorregibles me enseñaron sobre la vida, el amor y la limpieza (con Joel Derfner) y Total Cat Mojo: Todo lo que necesitas saber para cuidar a tu amigo felino favorito (con Mikel Delgado). 
- (2012) Cat Daddy
- (2014) Catification: Designing a Happy and Stylish Home for Your Cat, con Kate Benjamin
- (2015) Catify to Satisfy: Simple Solutions for Creating a Cat-Friendly Home, con Kate Benjamin
- (2017) Total Cat Mojo: Everything You Need to Know to Care for Your Favorite Feline Friend
- (2018) Total Cat Mojo: The Ultimate Guide to Life with Your Cat